# Чуркин, Олег Дмитриевич
Оле́г Дми́триевич Чу́ркин (1922—1995) — советский и российский режиссёр-мультипликатор, художник.

## Биография
Участник Великой Отечественной войны. Кавалер орденов Красной Звезды и Отечественной войны I степени.
В 1946—1947 годах — художник в мастерских художественных ремёсел г. Череповца.
В 1948 году окончил курсы художников-мультипликаторов при киностудии «Союзмультфильм». В 1950—1965 годах — художник-фазовщик на этой студии. В 1965—1970 годах — директор Творческого объединения рисованных фильмов «Союзмультфильма». В 1970—1973 годах — начальник производства «Союзмультфильма».
В 1973—1979 годах — заместитель главного редактора по производству студии «Мульттелефильм» Творческого объединения «Экран». В 1979 году окончил Всесоюзный институт повышения квалификации работников телевидения и радио. В 1979—1993 годах — режиссёр студии «Мульттелефильм». Работал с художниками Вячеславом Назаруком и Борисом Акулиничевым.
В 1993—1994 годах иллюстрировал книги для детей.
Член Международной ассоциации мультипликационного кино — АСИФА.
Умер 4 августа 1995 года. Прах захоронен в колумбарии на Николо-Архангельском кладбище.

## Фильмография

### Режиссёр
- «Крошка Енот» (1974)
- «Состязание» (1974)
- «Микросюжеты» (1979)
- «Волейбол» (1980)
- «Прыжки в воду» (1980)
- «Спортивная ходьба» (1980)
- «Тройной прыжок» (1980)
- «Хоккей на траве» (1980)
- «Акробатика» (1981)
- «Альпинизм» (1981)
- «Мама для мамонтёнка» (1981)
- «Прыжки с трамплина» (1981)
- «Рекордный вес» (1981)
- «Санный спорт» (1981)
- «Скоростной бег на коньках» (1981)
- «Туризм» (1981)
- «Шахматы» (1981)
- «Бюро находок» 1, 2 и 3 части (1982—1983)
- «Найда» (1984)

### Художник-мультипликатор
- «Винтик и Шпунтик — весёлые мастера» (1960)